# ISIS (нейтронный источник)
ISIS — ускорительный комплекс, исследовательский источник нейтронов и мюонов в национальной лаборатории Резерфорда — Эплтона, графство Оксфордшир, Великобритания.

## Описание комплекса
Название ISIS не является акронимом, это отсылка одновременно к египетской богине Исиде (лат. Isis) и названию реки Темзы, которую в верхнем течении, в Оксфорде, называют Isis.
Комплекс представляет собой каскад ускорителей: 35 кэВ источник отрицательных ионов водорода, линейный ускоритель типа RFQ на энергию 665 кэВ, 70 МэВ линейный ускоритель, и синхротрон на энергию 800 МэВ. Инжекция в кольцо происходит с обдиркой обоих электронов, благодаря чему возможно накопление до 2.8×1013 протонов в пучке. Частота повторений циклов ускорения 50 Гц.
Далее пучок с мощностью 160 кВт сбрасывается на мишень для производства потока нейтронов. Также имеются две других мишени: для производства пучка нейтрино, и формирования мюонного пучка. В последнем случае протоны взаимодействуют с графитовой мишенью, производя пучок пионов, которые в специальном распадном канале распадаются на мюоны.

## История
Проект был утверждён в 1977 году, первый пучок получен в 1984 году, в 1985 году официально открыт Маргарет Тэтчер. Комплекс построен на месте двух синхротронов предыдущего поколения, протонного Nimrod, и электронного NINA, с использованием их инфраструктуры: с этим связана отсылка к египетской богине Исиде, которая возвращала к жизни мёртвых.